# Franz Gehring
Franz Eduard Gehring (* 7. Dezember 1838 in Nordhausen; † 4. Januar 1884 in Penzing bei Wien) war ein deutscher Mathematiker und Musikpublizist.

## Leben
Gehring übersiedelte mit seinen Eltern in jungen Jahren nach Königsberg. Er studierte Mathematik in Berlin und Heidelberg, wo er mit Hermann von Helmholtz (1821–1884) in Kontakt kam. 1860 wurde er an der Universität Berlin bei Ernst Eduard Kummer mit einer mathematischen Arbeit zum Dr. phil. promoviert. 1862 übersiedelte er nach Bonn und wurde Privatdozent der Mathematik an der Rheinischen Friedrich-Wilhelms-Universität. 1866 heiratete er dort Angela Eskens, mit der er fünf Kinder hatte.
1871 wechselte Gehring nach Wien, um auf Drängen von Johannes Brahms das Musikreferat der neuen Deutschen Zeitung zu übernehmen. Daneben war er Dozent für Mathematik an der Universität Wien.
Gehring schrieb eine englischsprachige Mozart-Biographie für Franz Hüffers Buchreihe The Great Musicians. Zudem verfasste er mehrere Artikel für das Grove Dictionary of Music and Musicians.
Er starb mit 45 Jahren an einem Schlaganfall.

## Werke
- De aequationibus differentialibus, quibus aequilibrium et motus laminae crystallinae definiuntur, Berlin 1860 in der Google-Buchsuche
- Mozart, London 1883 (archive.org)